# Charlotte Römer
Charlotte Römer Paredes (Baños, 8 de enero de 1994) es una jugadora de tenis ecuatoriana de ascendencia alemana.
Charlotte ha ganado 1 título individual y 9 títulos de dobles en el circuito ITF. El 24 de septiembre de 2018 llegó al número 697 mundial, su mejor ranking individual, tras ganar su primer torneo ITF de individuales. El 15 de mayo de 2017, ella alcanzó el mejor ranking en dobles, el 424.
Jugando para Ecuador en la Copa Federación, Römer tiene un registro de 5–8.

## Títulos ITF

### Individuales: 1
| \| Leyenda \| \| ----------------------- \| \| $100,000 torneos \| \| $75,000/$80,000 torneos \| \| $50,000/$60,000 torneos \| \| $25,000 torneos \| \| $10,000/$15,000 torneos \| |
| Leyenda |
| $100,000 torneos |
| $75,000/$80,000 torneos |
| $50,000/$60,000 torneos |
| $25,000 torneos |
| $10,000/$15,000 torneos |

| Núm. | Fecha                    | Categoría | Torneo        | Superficie | Adversario                 | Puntuación |
| ---- | ------------------------ | --------- | ------------- | ---------- | -------------------------- | ---------- |
| 1.   | 16 de septiembre de 2018 | $15,000   | Cairo, Egipto | Clay       | Lanis Alhussein Abdel Aziz | 6-3 6-4    |